# عبد النبي الكاس
عبد النبي الكاس (بالأمازيغية ⵄⴱⴷⵏⴱⵉ ⵍⴽⴰⵙ) (مريرت ,1963 - 18 مارس 2013) كان فنانا مغربيا من منطقة الأطلس المتوسط يعزف على آلة الوتر المغربي.

## حياته
ولد عبد النبي الكاس سنة 1963 بمدينة مريرت بالأطلس المتوسط في المغرب. بعدما استوفى دراسته بالإعدادي، جعله شغفه للأغنية الأمازيغية يبتعد عن الدراسة لينشغل أكثر لعشقه فالتحق بأساتذة الفن الأمازيغي بخنيفرة، و كانت بدايته كضابط إيقاع مع الفنان محمد ستيتو حيث أبان عن حنكته في هذا المجال, قبل أن يلتقي بمحمد مغني الذي لازمه طويلا وعمله آلة الوتر.
سنة 1997، كان له السبق من بين الفنانين الأمازيغ في المشاركة في السهرة الافتتاحية للقناة الثانية المغربية دوزيم بمناسبة افتتاحها للعموم، و بعدها سجل مع شركة أخرى شريطين خصص أحدهما للأغنية الشعبية، والآخر للأغنية الأمازيغية حققا إشعاعا كبيرا. شارك الكاس في السمفونية الوترية الأمازيغية (سمفونية فزاز) التي عرفت مشاركة أبرز فناني الوتر بالأطلس المتوسط مثل محمد رويشة ومحمد مغني.
توفي عبد النبي الكاس عشية يوم 18 مارس 2013 بمسقط رأسه مدينة مريرت بعد مرض عضال لم ينفع معه علاج، حيث لوحظ عليه عياء شديد بعد أن نال منه المرض وألقى به طريحا للفراش.